# Динко Дерменджиєв
Динко Дерменджиєв (болг. Динко Дерменджиев, 2 червня 1941, Пловдив — 1 травня 2019, Пловдив) — болгарський футболіст, що грав на позиції півзахисника. Заслужений майстер спорту Болгарії (1967), спортсмен року Болгарії 1974, найкращий футболіст клубу «Ботев» XX століття. Почесний громадянин Пловдива.
Майже усю кар'єру провів у клубі «Тракія» (Пловдив), з якою був чемпіоном та володарем Кубка Болгарії, а також національну збірну Болгарії, у складі якої був учасником трьох чемпіонатів світу. По завершенні кар'єри — футбольний тренер.

## Клубна кар'єра
Вихованець клубу «Мариця», в якому і розпочав свою ігрову кар'єру.
1959 року потрапив у команду «Ботев» (Пловдив) (з 1967 по 1989 рік  — «Тракія»), в якій провів дев'ятнадцять сезонів, ставши легендою клубу. За цей час він виграв чемпіонат Болгарії (1967), Кубок Радянської Армії (1962), а в сезоні 1962/63 вийшов у чвертьфінал Кубку володарів кубків. Також з командою ставав срібним (1963) та бронзовим (1961) призером чемпіонату Болгарії, а також двічі фіналістом Кубку (1963, 1964). За дев'ятнадцять років він провів за клуб 447 матчів і забив 194 голи, в тому числі 7 хет-триків, що зробило його абсолютним рекордсменом клубу та четвертим найкращим бомбардиром Групи А всіх часів. В європейських турнірах він провів 10 матчів та забив 3 голи (2 матчі та 1 гол у Кубку європейських чемпіонів, 6 матчів та 1 гол у Кубку володарів кубків та 2 матчі та 1 гол у Кубку УЄФА). В опитуванні журналістів та вболівальників він був визнаний найкращим гравцем «Ботева» у 20 столітті.

## Виступи за збірну
6 травня 1962 року дебютував в офіційних матчах у складі національної збірної Болгарії в товариській грі проти Австрії (0:2), вийшовши на заміну на 80 хвилині замість Георгі Аспарухова. А вже наступного місяця виступів зі збірною на чемпіонаті світу 1962 року у Чилі, де зіграв у двох матчах, але команда не пройшла груповий етап.
Згодом у складі збірної був учасником наступних чемпіонатів світу 1966 року в Англії та 1970 року у Мексиці, на яких теж зіграв по два матчі, при чому на останньому з них забив гол у ворота збірної Перу (2:3). На обох турнірах болгарам теж не вдалось подолати груповий етап.
Загалом провів у формі збірної 58 матчів, забивши 19 голів.

## Тренерська кар'єра
Після закінчення ігрової кар'єри став тренером. Його першою командою став нижчоліговий «Чепинець» з міста Велинград, який він очолював у сезоні 1978/79.
1979 року він очолив рідну «Тракію», яку тренував по 1984 рік. 30 вересня 1981 року під його керівництвом пловдивці досягли легендарної перемоги 1:0 над «Барселоною». Після цього він ще кілька разів керував клубом, який вже носив історичну назву «Ботев», у 1989—1991, 1992—1993, 1995—1996, 1997—1998 та 1999—2001 роках. З командою він ставав володарем Кубка Болгарії у 1981 році та його фіналістом у 1984 та 1991 роках, також ставав з командою бронзовим призером чемпіону у 1981 та 1983 роках та фіналістом Балканського кубка 1981 року.
У 1984—1985 роках він тренував «Шумен», крім цього також був головним тренером «Спартака» (Плевен), кіпрської «Омонії» (Арадіпу), «Хебира», «Локомотива» (Пловдив), «Локомотив» (Софія) та «Мариці». Також недовго тренував один з болгарських грандів клуб «Левскі», з яким здобув 8 перемог та 2 нічиї в 1991 році.

## Особисте життя
Був оружений, дружину звали Марія. Мав двох синів — Цветозара і Димитара.
Дерменджі став одним із засновників центристської партії «Болгарія без цензури» (болг. България без цензура).
Помер 1 травня 2019 року на 78-му році життя у місті Пловдив.

## Титули і досягнення
- Чемпіон Болгарії (1):

«Ботев» (Пловдив): 1966–67
- Володар Кубка Болгарії (2):

«Ботев» (Пловдив): 1962 (як гравець), 1981 (як тренер)